# Оича
Оича — город в провинции Северное Киву, на востоке Демократической Республики Конго, который был построен около миссионерской больницы, открытой в 1935 году. Это коммуна на территории Бени и ее административный центр.
В августе 2018 года вспышка лихорадки Эбола в провинции Киву достигла города, и медицинские организации под руководством ВОЗ и при поддержке миссии МООНСДРК Организации Объединенных Наций начали вакцинацию.
30 сентября 2024 года Эженье Нванже Кавира вступила в должность бургомистра (фр. bourgmestre). Она стала первой женщиной, назначенной на пост главы администрации города.